# 슬레이트 (잡지)

슬레이트(Slate)는 미국의 영어로 된 웹진이다. 1996년 마이클 킹즐리에 의해 설립되었으며, 처음에는 MSN 산하에 있었다. 2004년 12월 21일, 워싱턴 포스트 컴퍼니에게 매각되었다. 2008년 6월 4일부터, 슬레이트 그룹에 의해 운영되고 있다.